# یک جادوگر به‌روز
یک جادوگر به‌روز (انگلیسی: An Up-to-Date Conjuror) فیلمی کوتاه و صامت به کارگردانی ژرژ ملی‌یس است که در سال ۱۸۹۹ منتشر شد. از بازیگران آن می‌توان به ژرژ ملی‌یس اشاره کرد.